# Attigny (Ardenas)
 Attigny  es una población y comuna francesa, en la región de Champaña-Ardenas, departamento de Ardenas, en el distrito de Vouziers. Es la cabecera y la comuna más poblada del cantón de su nombre.
Está integrada en la Communauté de communes des Crêtes Préardennaises.

## Demografía
| 1525 | 1536 | 1445 | 1265 | 1216 | 1200 |
| Para los censos de 1962 a 1999 la población legal corresponde a la población sin duplicidades (Fuente: INSEE [Consultar]) |      |      |      |      |      |

## Personalidades ligadas a la comuna
- Camille Renault, escultor patafísico
- Alfred Lesure
- André Dhôtel
- Jules Remy Baudon
- Arthur Rimbaud, poeta y explorador